# 14693 Selwyn
14693 Selwyn eller 2000 AH144 är en asteroid i huvudbältet som upptäcktes den 5 januari 2000 av LINEAR i Socorro County, New Mexico. Den är uppkallad efter Marilyn Selwyn.
Asteroiden har en diameter på ungefär 4 kilometer.